# Corpse Love: The First Year
Corpse Love: The First Year, è la seconda raccolta dei Pussy Galore, e contiene i primi tre EP, quattro brani da Exile On Main Street più altri otto brani inediti provenienti da prove, demo e registrazioni live.

## Tracce
1. Die Bitch (da Feel Good About Your Body) - 2:46
2. HC Rebellion (da Feel Good About Your Body) - 2:49
3. Constant Pain (da Feel Good About Your Body) - 1:53
4. Car Fantasy (da Feel Good About Your Body) - 3:59
5. Fuck You, Man (extra track, presente in una versione differente su Right Now!) - 5:14
6. No Count (da Pussy Gold 5000) - 0:30
7. Why Would I Sell It To You (extra track) - 2:39
8. Groovy Phone (Alright) (extra track) - 4:18
9. Shitrain (extra track) - 2:48
10. Don't Give A Fuck About You (extra track) - 2:47
11. Soundcheck (extra track) - 1:12
12. Dm Perc (extra track) - 2:13
13. Teen Pussy Power (da Groovy Hate Fuck) - 2:16
14. You Look Like Jew (da Groovy Hate Fuck) - 1:44
15. Cunt Tease (da Groovy Hate Fuck) - 1:51
16. Just Wanna Die (da Groovy Hate Fuck) - 2:03
17. Dead Meat (da Groovy Hate Fuck) - 2:26
18. Kill Yourself (da Groovy Hate Fuck) - 3:00
19. Asshole (da Groovy Hate Fuck) - 2:41
20. Spit 'n Shit (extra track) - 3:56
21. Turd On The Run (da Exile On Main Street) - 2:42
22. Ventilator Blues (da Exile On Main Street) - 3:55
23. Just Wanna See His Face (da Exile On Main Street) - 4:01
24. Let It Loose (da Exile On Main Street) - 4:08
25. Pretty Fuck Look (da Pussy Gold 5000) - 1:20
26. Spin Out (da Pussy Gold 5000) - 1:28
27. Walk (da Pussy Gold 5000) - 5:04
28. Get Out (da Pussy Gold 5000) - 2:09

## Formazione
- Jon Spencer - voce, chitarra
- Julie Cafritz - chitarra
- Neil Hagerty - chitarra
- Cristina Martinez - chitarra
- John Hammill - batteria
- Bob Bert - batteria